# Baldur (Schiff, 1991)
Die Baldur ist ein isländisches Patrouillenboot und Forschungsschiff. Das Boot ist seit 1991 bei der isländischen Küstenwache in Dienst.

## Geschichte
Das 1991 unter der Baunummer 30 auf der isländischen Werft Vélsmiðja Seyðisfjarðar aus Aluminium gebaute Schiff trat am 12. Mai 1991 seinen Dienst im Heimathafen Reykjavík an und wird von der isländischen Küstenwache als hydrographisches Forschungsschiff, aber auch als Patrouillenboot eingesetzt.
Im Jahr 2004 wurde die Baldur auf beiden Seiten des Maschinenraums um zwei 1800-Liter-Frischwassertanks erweitert und das Heck des Bootes um 0,7 Meter verlängert.

## Namensgebung
Balder (isländisch Baldur), „Der Leuchtende“) ist ein Gott in der germanischen Mythologie. Es gab bereits zwei Vorgängerschiffe gleichen Namens, ein nur kurz eingesetztes Patrouillenboot und die von 1973 bis 1977 in Dienst befindliche ICGV Baldur (II), ein bewaffneter Trawler, der in den Kabeljaukriegen eingesetzt wurde.